# Serie A de 1949–50
O Campeonato Italiano de Futebol de 1949–50, denominada oficialmente de Serie A 1949-1950, foi a 48.ª edição da competição máxima do futebol italiano e a 18.ª edição da Serie A. O campeão foi a Juventus que conquistou seu 8.º título na história do Campeonato Italiano. O artilheiro foi Gunnar Nordahl, do Milan (35 gols).

## Classificação
| Pos. | Equipes        | Pts | J  | V  | E  | D  | GP  | GC | SG  | Classificação ou rebaixamento             |
| ---- | -------------- | --- | -- | -- | -- | -- | --- | -- | --- | ----------------------------------------- |
| 1    | Juventus       | 62  | 38 | 28 | 6  | 4  | 100 | 43 | 57  | Campeão                                   |
| 2    | Milan          | 57  | 38 | 27 | 3  | 8  | 118 | 45 | 73  |                                           |
| 3    | Internazionale | 49  | 38 | 21 | 7  | 10 | 99  | 60 | 39  |                                           |
| 4    | Lazio          | 46  | 38 | 18 | 10 | 10 | 67  | 43 | 24  |                                           |
| 5    | Fiorentina     | 44  | 38 | 18 | 8  | 12 | 76  | 57 | 19  |                                           |
| 6    | Torino         | 41  | 38 | 17 | 7  | 14 | 80  | 76 | 4   |                                           |
| 6    | Como           | 41  | 38 | 15 | 11 | 12 | 59  | 59 | 0   |                                           |
| 8    | Atalanta       | 40  | 38 | 17 | 6  | 15 | 66  | 60 | 6   |                                           |
| 8    | Triestina      | 40  | 38 | 14 | 12 | 12 | 50  | 59 | –9  |                                           |
| 10   | Padova         | 35  | 38 | 13 | 9  | 16 | 61  | 65 | −4  |                                           |
| 11   | Pro Patria     | 34  | 38 | 11 | 12 | 15 | 50  | 61 | −11 |                                           |
| 11   | Genoa          | 34  | 38 | 13 | 8  | 17 | 45  | 64 | −19 |                                           |
| 13   | Sampdoria      | 33  | 38 | 13 | 7  | 18 | 62  | 70 | −8  |                                           |
| 13   | Palermo        | 33  | 38 | 13 | 7  | 18 | 47  | 64 | −17 |                                           |
| 15   | Bologna        | 32  | 38 | 8  | 16 | 14 | 54  | 63 | −9  |                                           |
| 15   | Lucchese       | 32  | 38 | 11 | 10 | 17 | 65  | 79 | −14 |                                           |
| 17   | Novara         | 31  | 38 | 11 | 9  | 18 | 51  | 64 | −13 |                                           |
| 17   | Roma           | 31  | 38 | 12 | 7  | 19 | 52  | 70 | −18 |                                           |
| 19   | Bari           | 29  | 38 | 11 | 7  | 20 | 38  | 74 | −36 | Zona de rebaixamento à Serie B de 1950–51 |
| 20   | Venezia        | 16  | 38 | 5  | 6  | 27 | 25  | 89 | −64 | Zona de rebaixamento à Serie B de 1950–51 |

## Premiação
| Serie A de 1949–50           |
| Piemonte                     |
| ---------------------------- |
| JUVENTUS Campeã (8.º título) |

## Artilheiros
| Pos. | Jogador                 | Equipe         | Gols |
| ---- | ----------------------- | -------------- | ---- |
| 1    | Gunnar Nordahl          | Milan          | 35   |
| 2    | István Nyers            | Internazionale | 30   |
| 3    | John Hansen             | Juventus       | 28   |
| 4    | Benjamín Santos         | Torino         | 27   |
| 5    | Alberto Galassi         | Fiorentina     | 23   |
| 6    | Renzo Burini            | Milan          | 22   |
| 7    | Giampiero Boniperti     | Juventus       | 20   |
| 7    | Amedeo Amadei           | Internazionale | 20   |
| 9    | Giancarlo Vitali        | Padova         | 19   |
| 9    | Mihály Kincses          | Lucchese       | 19   |
| 11   | Gunnar Gren             | Milan          | 18   |
| 11   | Nils Liedholm           | Milan          | 18   |
| 11   | Karl Aage Hansen        | Atalanta       | 18   |
| 11   | Vittorio Ghiandi        | Como           | 18   |
| 11   | Rinaldo Martino         | Juventus       | 18   |
| 11   | Adriano Bassetto        | Sampdoria      | 18   |
| 17   | Jørgen Leschly Sørensen | Atalanta       | 17   |
| 18   | Faas Wilkes             | Internazionale | 16   |